# 映画ドラえもん のび太の人魚大海戦
- ドラえもん > ドラえもんの派生作品 > ドラえもん (2005年のテレビアニメ)  > ドラえもん映画作品 > 映画ドラえもん のび太の人魚大海戦

『映画ドラえもん のび太の人魚大海戦』（えいがドラえもん のびたのにんぎょだいかいせん）は、藤子・F・不二雄の漫画『ドラえもん』を原作とした、2010年公開の日本のアニメ映画。および、藤子プロによって漫画化された大長編ドラえもんシリーズの作品。

## 概要
第2期シリーズ第5作で、映画ドラえもんシリーズ通算30作目、漫画連載開始40周年と記念づくしの作品となっている。
原案はてんとう虫コミックス藤子・F・不二雄の漫画『ドラえもん』41巻収録作品「深夜の町は海の底」。『ドラえもん のび太と緑の巨人伝』から2年ぶりとなる第2期大長編シリーズの3作目であり、前作『ドラえもん 新・のび太の宇宙開拓史』に続き真保裕一が脚本を担当した。また、テレビアニメ版及び劇場版の総監督である楠葉宏三が監督を務めた。

## あらすじ
パラオの海でスクーバダイビングを楽しんだというスネ夫の自慢話をうらやみ、自分もダイビングがしたいと言い出すのび太。見かねたドラえもんはあるひみつ道具を出す。それは架空水面シミュレーター・ポンプという道具で、陸上に架空の海を作りだすことができるのだという。
早速のび太たちは、タケコプターでいつもの空き地に向かい、トトスキーや架空海水まきぞえガスを使っていろいろな魚を集める。架空水体感メガネをかけて、架空水面シミュレーター・ポンプで作り出した架空の海で遊び始めるが、そこに人魚族の姫・ソフィアが迷い込んでしまう。
人魚族は元々「アクア星人」という異星人であり、約5千年前に怪魚族により汚染されたアクア星から移住し、地球の海底に町を造り暮らし始めたのだという。その人魚族が守る宝「人魚の剣」を怪魚族が狙っているらしい。もし「人魚の剣」を怪魚族が手に入れてしまったら、宇宙全体が彼らに支配されてしまう。事情を知ったドラえもんたちは人魚族と協力し、怪魚族から宝と宇宙を守るため戦うことを決意する。

## 声の出演
- ドラえもん - 水田わさび
- 野比のび太 - 大原めぐみ
- 源静香（しずか） - かかずゆみ
- 剛田武（ジャイアン） - 木村昴
- 骨川スネ夫 - 関智一
- 野比玉子（のび太のママ） - 三石琴乃
- 野比のび助（のび太のパパ） - 松本保典
- ドラミ - 千秋
- 出木杉英才 - 萩野志保子（テレビ朝日アナウンサー）
- ミーちゃん - まるたまり

映画シリーズでの登場は『のび太のワンニャン時空伝』以来となる。
- 警官 - 宇垣秀成
- 運転手 - 楠見尚己
- 兵士 - 長嶝高士、高戸靖広、岸尾だいすけ

## ゲストキャラクター
両種族共に元々はアクア星の民。かつては共存していたが何らかの理由で怪魚族が惑星支配に乗り出し現在に至る。

### 人魚族
五千年ほど前にアクア星で共存していた同種族の怪魚族に追われ、地球の海底に移り住んだアクア星人達。地球人と同じ外見のヒューマノイド型と半魚人型の2種類が確認できる。
水陸両用の生態器官を持つが、陸上で長時間水につからないでいると乾燥し、体調を崩す。アクア星人は人類同様二足歩行だが、地球下の水圧では効率よく動く為、服の一部を足に巻きつけている。彼らが下半身を魚のように変化させて泳ぐ姿から世界各地の人魚伝説が生まれたという。地上生物をよく知らないため、ソフィアを含めドラえもんをフグと間違えたりしていた。
ソフィア
声 - 田中理恵
人魚族のお姫様。お忍びで海に出ていた所、巻添えガスを浴びたせいでひみつ道具・お座敷釣り堀を通ってしまい、偽の水に迷い込んだ。アクア語で話すソフィアは、当初ドラえもんたちとの意思疎通ができず、ひみつ道具のほんやくコンニャクをドラえもんとのび太が食べることでソフィアと会話ができるようになった。姫である故か、時々気の強い面を見せることもある。漫画版ではそれがより強調されており、映画以上にオンディーヌに反発したりブイキンに食って掛かる描写が多い。
ソフィア姫のデザインは、本作以前にTVで放送された第153話「幸せな人魚姫」の人魚姫（声：大原さやか）を基に変更されたものである。
ハリ坊
声 - 飯塚雅弓
フグに近い容姿の少年で、近衛兵隊長にして姫一番の家臣。幼い頃に父（ハリ坊の父親もオンディーヌの一番の部下だったという）を亡くし、母も病気で亡くしている。その境遇を哀れんだオンディーヌがハリ坊を育てたことで、オンディーヌとその孫娘であるソフィアに強い忠誠心を抱いている。
最初は海を汚すという理由からのび太ら地球人を良く思っていなかったが、次第に打ち解けていく。口が悪く（ソフィア曰く「天才的に」）漫画版では、怒ると訳の分からない罵詈雑言を吐く。その性格のためモテないらしい。
TVシリーズにも、宣伝係としておまけのコーナーに登場している。
メジーナ博士
声 - 温水洋一
失われた古代アクア語を研究し、伝説の剣の秘密を解き明かそうとしている学者。容姿はひげをたくわえ、背が高い。モチーフはメジナとされるが、本来のメジナとはかけ離れている。漫画版には登場しない。
サッカーナ
声 - さかなクン
メジーナ博士の助手で後継者と期待されている。いつも研究室にこもりっきりなのだという。漫画版には登場しない。
オンディーヌ
声 - 真矢みき
人魚族の女王で、ソフィアの祖母。唯一の後継者であるソフィアには厳しく指導しているが、厳しいだけではなく、ソフィアへの深い愛情も持ち合わせている。ブイキンに名乗り出ようとしたソフィアを止めた事からもそれがとれる。漫画版とは容姿がかなり異なる。

### 怪魚族
人魚族と共存していたもう一派のアクア星人。人魚族を根絶やしにし全宇宙を支配すべく、彼らを追って地球にやってきた。ソフィアの説明では怪魚族の一部が邪悪となり人魚族を迫害したと言う。5000年前、追放時に人魚族が持ち出した『ある物』を狙い探し続けている。戦艦が提灯アンコウであるなど、暗所を好む。その他の生態系は人魚族と同様。
ブイキン
声 - 山野史人
今作における真の黒幕。ブリをモチーフとした怪魚族の王。人魚の剣を奪うため人魚族を追っており、ついに地球に目をつける。その本性は己の目的の為には手段を一切選ばず、何もためらいもなく平然と味方を裏切り、他者の命すらも平気で奪うなど極めて冷酷非情な性格である。一人称は「俺様」。
当初は“ブリキン”という名前だったが、『ドラえもん のび太とブリキの迷宮』のホテル名と同じであるため変更された。
トラギス
声 - ケンドーコバヤシ
トラギスをモチーフとした怪魚族の指揮官。基本的には強いのだが、簡単なトリックにも引っかかる間抜けな面も持ち合わせている。漫画版には登場しない為、トリックに引っかかる役割はブイキンが担っている。一人称は「俺」。
怪魚兵
トラギスの部下。
巨大ウツボ
のび太を襲った謎の怪魚。怪魚族がウツボを捕まえ、巨大化させた状態で操っていた。

## スタッフ
| 原作                                       | 藤子・F・不二雄 |
| 脚本                                       | 真保裕一 |
| 総作画監督                                 | 浅野直之 |
| 美術                                       | 古賀徹 |
| 3DCGスーパーバイザー                       | 木船徳光 |
| 撮影監督                                   | 岸克芳 |
| 編集                                       | 小島俊彦 岡安プロモーション 三宅圭貴 中葉由美子 村井秀明 藤本理子 |
| 録音監督                                   | 田中章喜 |
| 効果                                       | 糸川幸良 |
| 音楽                                       | 沢田完 |
| チーフプロデューサー                       | 増子相二郎 杉山登 |
| 監督                                       | 楠葉宏三 |
| 絵コンテ                                   | 楠葉宏三 |
| 演出                                       | 木村延景 |
| キャラクターデザイン                       | 金子志津枝 |
| 作画監督                                   | 栗尾昌宏 千葉ゆみ 高津理 たかのあや やぐちひろこ |
| 原画                                       | 高倉佳彦 篠原真紀子 岩永大蔵 大塚正実 小澤円 大城勝 工藤利春 室井康雄 松井理和子 角張仁美 名倉智史 上田幸一郎 林静香 大久保修 三輪修 山崎猛 吉田優子 松尾亜希子 まじろ 小松原聖 小澤理彦 首藤武夫 岡野慎吾 山下祐 小池沙央里 小杉菜穂子 加来由加里 五反孝幸 矢上孝一 森田宏幸 又賀大介 清水文乃 鈴木大 光田史亮 鎌田晋平 山田正樹 川畑えるきん 松井祐子 大橋誉志光 加来哲郎 菊池勝也 秦洋美 清水洋 木村陽子 |
| 第二原画                                   | 山本真理子 安彦英二 長谷川文香 甲田正行 原田大基 |
| 動画検査                                   | 鈴木まりあ |
| 動画                                       | ベガエンタテイメント 遠藤良恵 長谷川夏美 三谷悦朗 石川友子 松村美佳 武捨春菜 堀江佑 オープロダクション 大村将司 小川麻衣 熊谷友作 田中陽子 辻仁子 平岩聡 JO JONG DUCK 深澤智美 穂坂史織 堀内美穂 水野良亮 スタジオエル 小栗さつき 加藤晶久 岡田望 金恵恩 市橋雄一 白井龍磨 篠塚崇史 高浪涼 菊池美花 合田章恵 山田明奈 ORANGE RYU JA YOUNG KANG MI RYEONG KIM SEON AH KIM SUNG HYE KIM JUNG LAN JEONG HYUN JEONG KIM JEONG SOON JEON JIN HEE PARK KWANG YEOP SON YOUNG JOO SUH YOON JOO KIM MIN JEONG SON SEON AH PARK NAN HEE LEE YUN HEE HAN SONG HEE LIM JUNG WON PARK TAE BONG JANG HEE JUNG LEE KYUNG MI 夢弦館 梅原京子 三田遼子 小林麻衣子 ドラゴンプロ 藤村美子 鈴木宮生 桜沢裕美 藤野京子 寺田眞佐子 櫻本愛佳 吉沢八重子 高貫千津 原佳寿美 |
| 色彩設計                                   | 松谷早苗 |
| 色指定・検査                               | 高橋めぐみ 田中里佳 |
| 仕上担当                                   | 野中幸子 |
| 仕上                                       | ベガエンタテイメント 吉田晴絵 倉内美幸 田野美寿穂 スタジオステップ 佐藤博美 鈴木怜子 牧田美穂 日向操 佐藤温子 神谷操一 鈴木よし子 田口正登 鈴木裕太 本間洋子 篠沢治美 スタジオエル 近藤直登 林大樹 小野淳 三村理沙 黒目綾子 妻鹿真琴 藤澤亮子 平良真希子 吉田里美 五十嵐優也 中川沙弥佳 酒井静美 伊藤美紀 砂川渚 沼田千晶 大場将生 渡部勇輔 尾道澄子 服部駿 相田晃一 大久保雄介 大田薫 木下美佳 武井規晋 田中照佳 西條晴香 藤田和実 森脇弘史 吉田亜希 角美智子 鈴木ようこ 太田良之 小久保真希 丹波美佳 ORANGE AN YOUNG AN CHOI HEE JUNG LEE WOO JAE KIM EUN HEE KIM SEON MI LEE HYEONG SOON CHOI SU KYOUNG SHIN HYUN JUNG OH KYOUNG HEE LEE HWA YOUNG JUN EUN JOO LEE JI YOUNG                                                                     |
| 背景                                       | スタジオ・ユニ 明石聖子 久保季美子 石黒恵美子 高橋佐知 榊枝利行 鈴木朗 越膳滝美 米田隆裕 アトリエローク07 工藤由美 沼井信朗 渡邉美穂 江島浩一 西村隆 川口正明 高野正道 ベガエンタテイメント 土橋誠 美峰 野村正信 知本祐太 荒井賢 PHAN THU TRAN VAN NGUY BAO NGUYEN TUYET TRAN TRUNG PHAM QUAN VO VUONG NGUYEN THUY PHA TRAN KHOA NGUYEN HUYNH NGUYEN HUNG CHAU TUAN NGUYEN THANG ATELIER KARO OKA AGUNG ARTANA HIJIRI 小野寺美幸 町野光 秋山真理子 小磯龍 NARA ANIMATION LIM HYEOK SOO PARK SEUNG IL SEO YOU HYUN SONG JI SUN スタジオ・ルーファス 宮本実生 川島裕充 大久保錦一 熊谷恵里 |
| オープニング制作                           | 絵コンテ 楠葉宏三 IKIF+ |
| 3DCGスーパーバイザー                       | 木船徳光 |
| 3DCG制作                                   | IKIF 奥村優子 小林真理 高賀茂寛人 瀬尾祐太 山田桃子 熊倉ちあき 森本祥久真 島朋子 石田龍樹 宍戸光太郎 菱川パトリシア |
| コンポジット撮影                           | アニメフィルム 西山朋広 倉田佳美 羽鳥貢 桶田一展 山田廣明 鈴木浩司 下村博文 大森美奈子 手塚智鶴子 井上江美 梅田俊之 熊谷正弘 |
| 3D CGI                                     | 福田寛 |
| 特殊効果                                   | 千場豊 |
| 背景音楽制作                               | 音楽録音エンジニア 岡部潔 アシスタントエンジニア 岡本和憲 鎌田隆宏 録音協力 ウィッチクラフト 杉山葉次 制作協力 サウンド・スタッフ 澤原豊 田中好児 藤本暁子 |
| 音響制作                                   | AUDIO PLANNING U |
| 録音スタジオ                               | APU MEGURO STUDIO |
| ミキサー                                   | 田口信孝 |
| アシスタント・ミキサー                     | 村越直 |
| ダイアログ・エディター                     | 大城久典 内山敬章 山本寿 小沼則義 |
| 音響制作デスク                             | 穂積千愛 |
| 音響効果                                   | グループ・アンド・アイ |
| デジタル光学録音                           | 西尾昇 |
|                                            | ドルビーデジタル・サラウンドEX 一部上映館を除く |
| 技術協力                                   | 河東努 森幹生 コンチネンタルファーイースト株式会社 |
| 劇中タイトル                               | 道川昭 |
| 現像                                       | 東京現像所 |
| HD編集                                     | 金高明宏 山本洋平 金沢佳明 野本健一 |
| フィルムレコーディング                     | 増田悦史 |
| タイミング                                 | 井出義雄 |
| ラボ・コーディネイト                       | 土志田麻美 |
| ラボ・プロデューサー                       | 加藤善仁 井上純一 |
| アニメーション協力                         | ベガエンタテイメント 松土隆二 武井健 笠木昇 滝島久美子 河村武雄 馬場潤 |
| 掲載                                       | 小学館の児童誌 めばえ 小学五年生 幼稚園 小学六年生 学習幼稚園 てれびくん 小学一年生 月刊コロコロコミック 小学二年生 別冊コロコロコミック 小学三年生 コロコロイチバン! 小学四年生 ぷっちぐみ |
| 小学館「海の仲間イラストコンテスト」入選者 | 沖崎巴和(千葉) 松浦祐太郎(兵庫) 平沼杏梨(静岡) 中川いづみ(京都) 芦塚茉奈(長崎) 神原心(神奈川) 望月友磨(神奈川) 中野拓弥(徳島) 木村太洋(北海道) 尾儀広司(奈良) 保志田結衣(岐阜) |
| ストーリー協力・まんが作画                 | 岡田康則 |
| 宣伝プロデューサー                         | 豊田幸宏 |
| 宣伝                                       | 小山田晶 土肥直人 福田信紘 西田信貴 高迫登 |
| 予告編制作管理                             | 村田一 蔦川亜希 |
| 予告編ディレクション                       | 野々市谷有美 |
| 予告編CG                                   | 津田輝王 |
| トータルアート ディレクション              | 村井香里 |
| オフィシャルWEB                            | 村田大典 蓮沼祐治 |
| おまけ映像                                 | 寺本幸代 杉崎聡 増泉路子 |
| プロモーション プロデュース                | 沢辺伸政 |
| 協力                                       | 株式会社東日本放送 秋田朝日放送株式会社 株式会社新潟テレビ21 長野朝日放送株式会社 株式会社静岡朝日テレビ メ～テレ 株式会社広島ホームテレビ 山口朝日放送株式会社 株式会社瀬戸内海放送 eat 愛媛朝日テレビ 熊本朝日放送株式会社 大分朝日放送株式会社 琉球朝日放送株式会社 ★ Yahoo! JAPAN TSUTAYAグループ 文教堂書店&ブックストア談 |
| 制作事務                                   | 杉野友紀 服部高弘 宮澤英太郎 |
| 制作進行                                   | 河西麻利子 廣川浩二 横田一平 岡野孝規 永田雄一 菊地達也 伊藤貴徳 高橋紗ゆり |
| 制作デスク                                 | 中島進 |
| アシスタント プロデューサー                | 荒木元道 |
| プロデューサー                             | 小倉久美 隅田麻衣子 藤森匠 山﨑立士 大倉俊輔 |
| 「映画ドラえもん」制作委員会               | 斎藤満 秋本武英 山崎俊一 徳山雅記 片江佳葉子 小西麻理 小久保聡 二階堂義明 和田修治 小池康 白土宏司 佐藤絵里子 鶴崎りか 大滝礼佳 大槻育宏 塙智行 間瀬謙介 佐藤龍伸 山守貴子 平川愛 佐藤隆一 山下昌美 大塚薫 福原望 尾崎瑞季 小池順子 尾崎美香 清水智美 鶴見治子 |
| 制作                                       | 藤子プロ 小学館 テレビ朝日 ADK ShoPro シンエイ動画 |
|                                            | ©藤子プロ・小学館・テレビ朝日・シンエイ・ADK 2010 |

## 音楽
『ドラえもん のび太の恐竜』から『ドラえもん のび太と銀河超特急』まで「映画ドラえもん」シリーズの主題歌および挿入歌に携わってきた武田鉄矢が、14年ぶりに挿入歌を手掛けている。
オープニングテーマ「夢をかなえてドラえもん」
作詞・作曲 - 黒須克彦 / 編曲 - 大久保薫 / コーラス - ひまわりキッズ / 歌 - mao（コロムビアミュージックエンタテインメント）
エンディングテーマ「帰る場所」
作詞・作曲 - SoulJa / 歌 - 青山テルマ（ユニバーサルJ）
挿入歌「遠い海から来たあなた」
作詞・歌 - 武田鉄矢 / 作曲 - 佐孝康夫 / 編曲 - 小西貴雄（NAYUTAWAVE / ユニバーサルミュージック）

## 評価

### 興行成績
全国366スクリーンで公開され、2010年3月6日 - 7日初日2日で動員49万8,198人、興収5億5,348万3,650円を記録、映画観客動員ランキング（興行通信社調べ）で『アバター』『ライアーゲーム ザ・ファイナルステージ』を抑え初登場第1位を獲得した。またぴあ初日映画満足度ランキングでも第2位となっている。更に公開から30日間で動員261万6,561人、27億6,837万4,530円に達し、観客動員ランキング5週連続第1位となり、上映1回あたりの平均座席数も非常に高い数値となっている。
2010年3月20日には、映画ドラえもんシリーズ通算全30作の累計観客動員が9000万人を突破した。
2011年には、第34回日本アカデミー賞優秀アニメーション作品賞を受賞した。

## おまけ映像
『ドラえもん のび太の恐竜2006』から恒例となった翌年の映画を告知するおまけ映像が本作でもエンドロール後に流された。内容は、本作にも登場したドラえもんのひみつ道具「おざしき釣り堀」や信号音を発する青いボール（ザンダクロスの脳）が登場するというもので、後に『月刊コロコロコミック』2010年7月号および藤子・F・不二雄公式サイト『藤子・F・不二雄ワールド』で正式に『ドラえもん のび太と鉄人兵団』（1986年）のリメイク版が2011年に公開されることが発表された。タイトルは『ドラえもん 新・のび太と鉄人兵団 〜はばたけ 天使たち〜』。監督は寺本幸代、脚本は清水東が担当。

## 関連企画

### テレビシリーズ

#### のび太の人魚伝説
2010年3月5日放送の「のび太の人魚伝説」は特別番組『ありがとう! 30周年 映画ドラえもん公開直前スペシャル』として放送された映画連動エピソード。人魚の存在を信じるのび太が、タイムマシンで過去の世界に人魚を探しに行く物語。この映画と直接の関係はないが、人魚族の王女ソフィアと出会う少し前の、エピソード0ともいえる内容であるとしている。

#### 宣伝部長ハリ坊の 映画ドラえもんを楽しみまショー
テレビシリーズでは2009年9月18日放送分から、映画情報宣伝枠のミニコーナーとして設けられた。「聖夜ののび太クロース」（2009年12月11日放送）においては、ハリ坊に酷似する魚が、玩具の魚釣りゲームの中に登場している。また映画宣伝係のさかなクンは、「宣伝部長ハリ坊の 映画ドラえもんを楽しみまショー」内で「おサカナ早口言葉」のコーナーを始めている。

### 漫画
藤子プロの岡田康則により漫画化、『映画ストーリー ドラえもん のび太の人魚大海戦』（ISBN 	9784091410306）として『月刊コロコロコミック』2010年2月号に前編、3月号に後編が掲載され、単行本に完結編が描き下ろされた。発売は2010年3月6日。大長編作品では27作目。あらすじは映画版と同じであるものの、違いがいくつかあり、ストーリーの根幹に関わる違いもある。内容は真保が執筆した最初のシナリオと近く、映画版で描ききれなかった部分を補完している。

### 小説
『小説 映画ドラえもん のび太の人魚大海戦』（ISBN 9784092314399）のタイトルで2022年12月16日に小学館ジュニア文庫より新書判と電子書籍版が発売。著者は『小説 映画ドラえもん のび太の宝島』『小説 映画ドラえもん のび太の新恐竜』を執筆した涌井学。

### 公式サイト
『アクアゾーン』や『シーマン』のようなバーチャル観賞魚の「マイアクアリウム」を楽しむことができる。サイト内のリンクなどをクリックすることでポイントが貯まり、貯めたポイントを使って、魚、エサ、インテリアを設置できるというもの。観賞日数に応じてサイトを訪れると発生するイベントがあり、ハリ坊が出現したり、ドラえもんが人魚スーツを着たりする。

### ドラえもんジェット
映画30周年企画として日本航空 (JAL) ではドラえもんジェットが登場し、2010年2月中旬から4月末まで就航した。

### ドラえもん映画祭
「ありがとう! 映画30周年!」と題して、公式では初となる「ドラえもん映画祭」が神保町シアターにて開催され、第1作『のび太の恐竜』から第29作『新・のび太の宇宙開拓史』までが上映された。当初は2010年2月6日 - 2月28日の期間での開催であったが、好評のため平日上映を含む追加上映が決定し同年3月5日まで延長された。また、シークレット上映では感動短編作品の映画化である『帰ってきたドラえもん』『のび太の結婚前夜』『おばあちゃんの思い出』『がんばれ!ジャイアン!!』『ぼくの生まれた日』がまとめて上映された。なお、上映においては当時のフィルムが使用され、『ドラえもん のび太の魔界大冒険』の主題歌や冒頭のミニアニメ、『ドラえもん のび太の宇宙小戦争』の冒頭のミニアニメ、『のび太と鉄人兵団』の上映後にあったビデオCMといった、当時の劇場でしか観られなかった映像などもそのまま上映された。

### 復活!大人だけのドラえもんオールナイト!
公開前日の2010年3月5日、TOHOシネマズ六本木ヒルズで『大人だけのドラえもんオールナイト』が、『復活!大人だけのドラえもんオールナイト!』のタイトルで『のび太のワンニャン時空伝』以来6年ぶりに実施された。本作ほか『ドラえもん のび太の日本誕生』『のび太の宇宙小戦争』の3作品を上映し、これまでのオールナイトで恒例となっていた映画予告編大会も開催された。その他、ゲストとして本作の監督である楠葉宏三と、脚本の真保裕一、飛び入りでチーフプロデューサーの増子相二郎も参加し、トークショーが行われている。

### 週刊朝日
『週刊朝日』が5,000号を突破したことと、映画ドラえもんシリーズ30周年を迎え、『週刊朝日』4月2日号表紙にドラえもんが起用された。表紙にアニメキャラクターが単独で起用されたのは初めてとなる（架空人物と実在の人物との競演では『社長島耕作』が最初）。